# Horgen
Horgen (toponimo tedesco) è un comune svizzero di 22 476 abitanti del Canton Zurigo, nel distretto di Horgen del quale è capoluogo; ha lo status di città.

## Geografia fisica
Horgen si affaccia sul Lago di Zurigo.

## Storia
Dal suo territorio nel 1773 furono scorporate le località di Hirzel e Oberrieden, divenute comuni autonomi; Hirzel è stata nuovamente accorpata a Horgen nel 2018.

## Monumenti e luoghi d'interesse

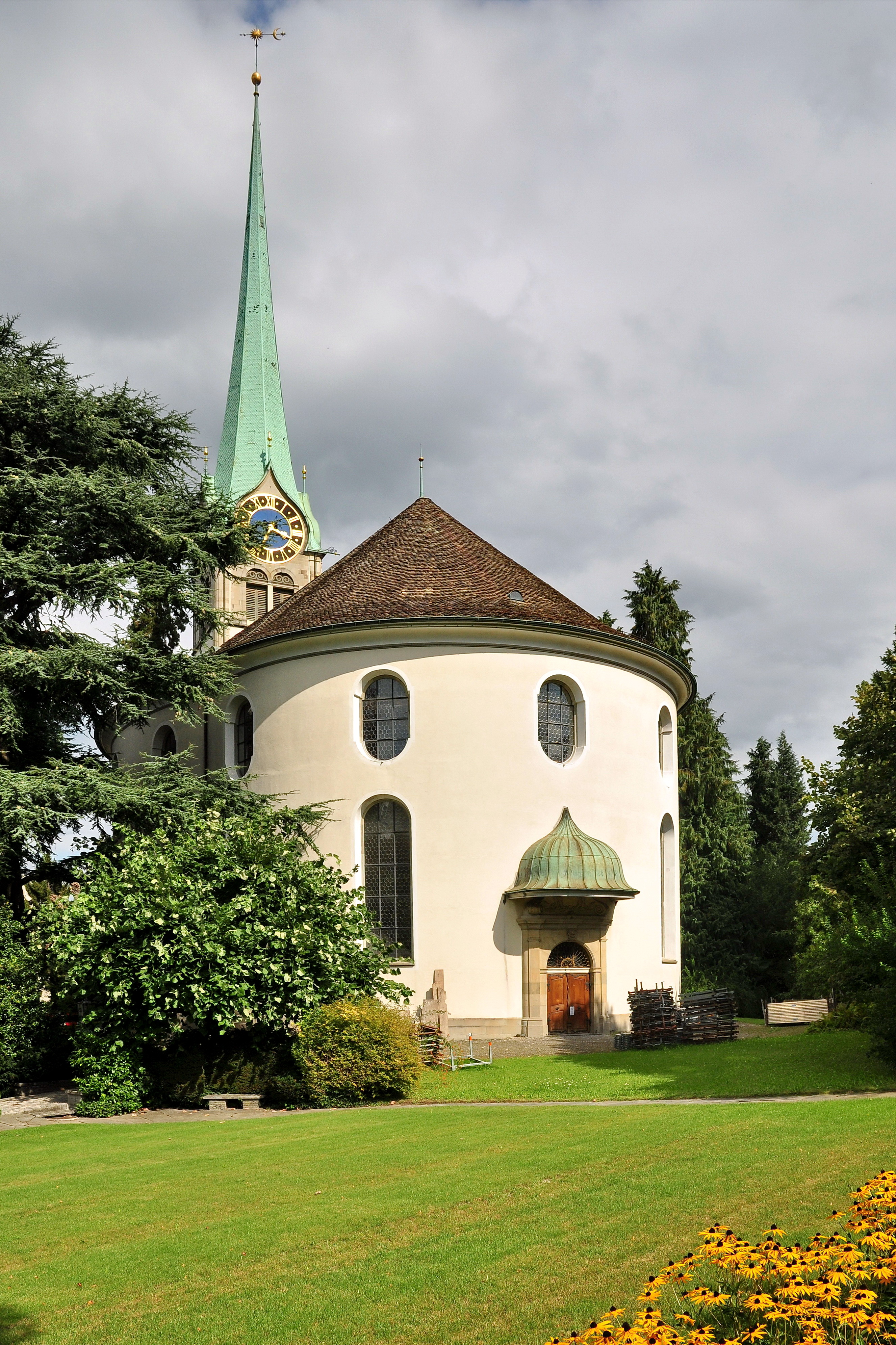
La chiesa riformata

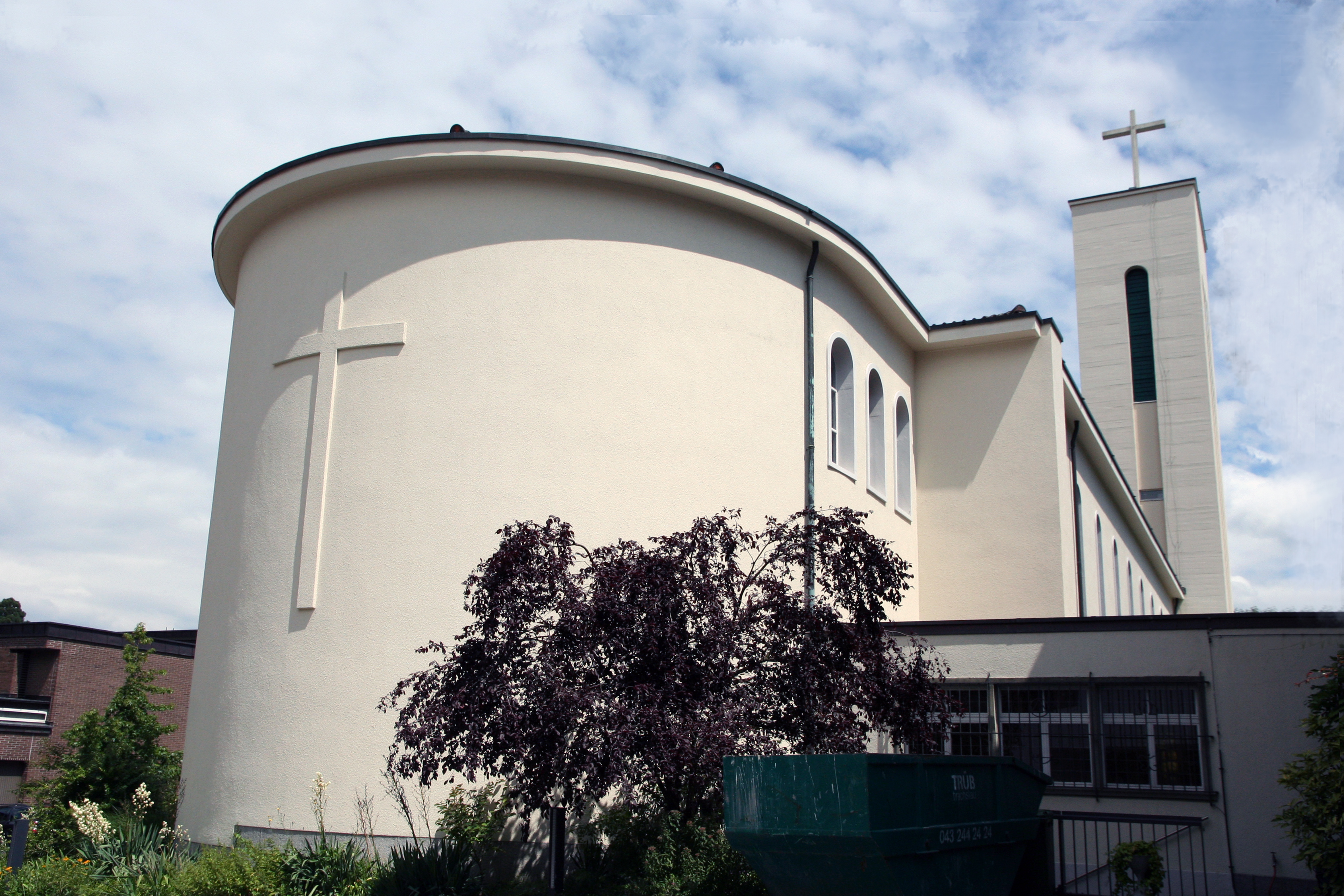
La chiesa di San Giuseppe

- Chiesa riformata, attestata dal XIII secolo e ricostruita nel 1676 e nel 1782[1];
- Chiesa cattolica di San Giuseppe, eretta nel 1933 e ricostruita nel 1978[senza fonte].

## Economia
Horgen è stato agricolo fino all'inizio dell'industrializzazione nel XIX secolo, con la viticoltura e l'allevamento di bestiame da latte predominanti. La viticoltura fu completamente abbandonata nel primo quarto del XX secolo a causa della comparsa di parassiti (fillossera) a partire dal 1850 e della posizione sfavorevole. Oggi ci sono ancora 30 aziende agricole, di cui 25 a tempo pieno. La miniera di Käpfnach è una ex miniera di lignite e marna e, con una lunghezza totale di 80 km, è la più grande del suo genere in Svizzera.
Nel XVIII secolo a Horgen c'erano diverse concerie. La conceria Hüni, fondata nel 1728, esiste ancora oggi come Hüni AG con tecnologia di automazione per concerie in Svizzera e all'estero. L'industrializzazione ha avuto un forte impatto su Horgen sin dalla metà del XIX secolo, con l'emergente industria della seta che dominava all'inizio con oltre dieci tessiture di seta (ad es. Weberei Stünzi Söhne), seguita dall'industria delle macchine (ad es. Wanner, Grob, Stäubli, Schweiter, Oetiker). Molte di queste grandi aziende sono o sono state attive a livello internazionale fin dai loro inizi ed esportano gran parte della loro produzione. Le intense relazioni dell'industria della seta del distretto di Horgen con il Nord America portarono all'esistenza di un consolato americano a Horgen dal 1878 al 1895.
Nel 1943, durante la guerra, le quattro fabbriche di macchine tessili Grob, Schweiter, Stäubli e Vollenweider si unirono per formare il gruppo di interesse "I 4 di Horgen" per superare le difficoltà dell'epoca. Hanno iniziato a lavorare insieme sui mercati mondiali (quota di esportazione circa il 90%) come associazione di vendita e pubblicità per poter mantenere la loro indipendenza. Nel corso del XX secolo, l'enfasi economica si è spostata sempre più verso le società di servizi. Banche, società di gestione patrimoniale e immobiliare, assicurazioni, istituti di ricerca, centri di elaborazione e di formazione di banche e società di carte di credito sono importanti datori di lavoro. Inoltre, le autorità distrettuali, il tribunale distrettuale con il suo istituto penale affiliato si trovano a Horgen.

## Società

### Evoluzione demografica
L'evoluzione demografica è riportata nella seguente tabella:
Abitanti censiti

## Geografia antropica

### Frazioni
- Arn
- Hirzel
  - Hirzel-Höchi
  - Hirzel-Kirche
  - Hirzel-Spitzen
- Horgenberg
- Horgen-Dorf

## Economia
Horgen è anche un luogo di villeggiatura sul lago per gli abitanti dei cantoni più interni.

## Infrastrutture e trasporti

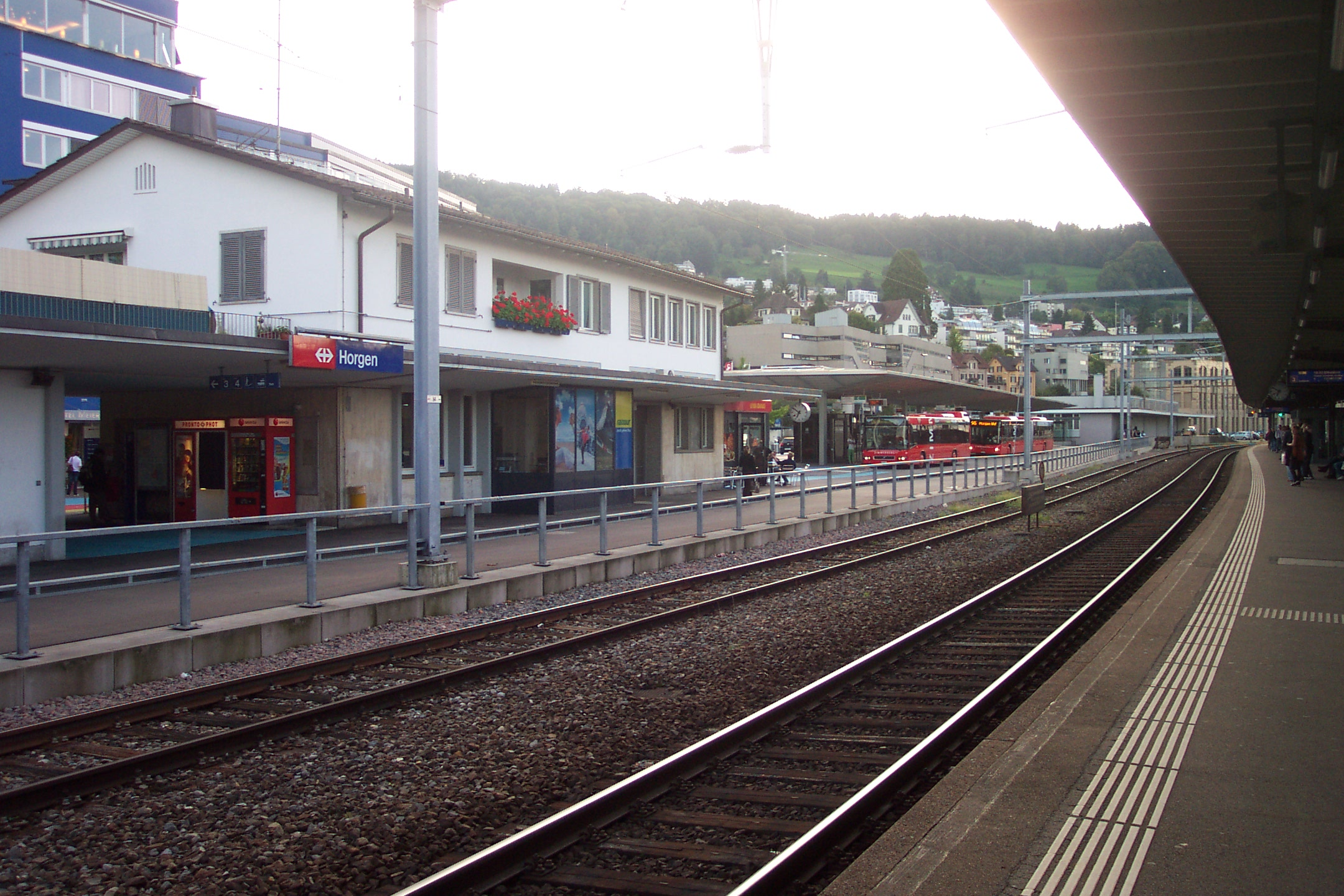
La stazione di Horgen

È collegato a Zurigo con treni veloci e con strade cantonali ad alto scorrimento; è servito dall'omonima stazione sulla ferrovia Zurigo-Ziegelbrücke e dalla stazione di Horgen Oberdorf sulla ferrovia Thalwil-Zugo.

## Amministrazione
Ogni famiglia originaria del luogo fa parte del cosiddetto comune patriziale e ha la responsabilità della manutenzione di ogni bene ricadente all'interno dei confini del comune.